# أبو ملعقة أصفر المنقار
'أبو ملعقة أصفر المنقار'(Platalea flavipes)وهو طائر ينتمي إلى جنس أبو ملعقة، والتي تنتمي إلى فصيلة أبو منجليات، وهو يتواجد في جنوب شرق أستراليا ويتواجد في حالة متشردة بنيوزلندا وجزيرة لورد هاو وجزيرة نورفولك.
وتواجد في البحيرات والمياه الضحلة المفتوحة ،وكثيرا ماتجثم في الأشجار غالبا. ويتغذى بشكل كبير على المائيات ،كما يتميز بالطيران ورؤوسها ممدودة.

## صور وميديا

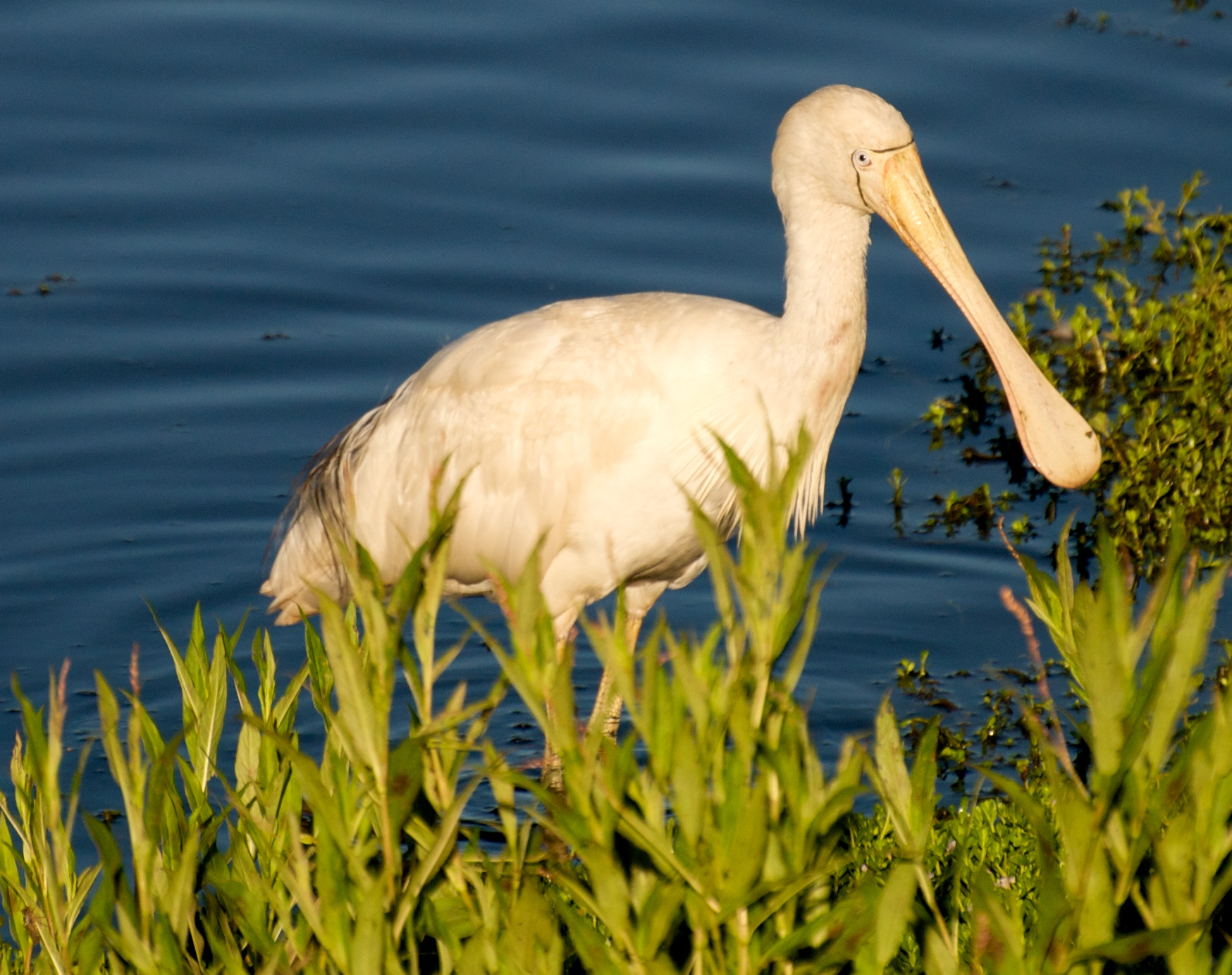
طيور أبو ملعقة أصفر المنقار في سد بجنوب شرق ولاية كوينزلاند، أستراليا
- طائر أبو ملعقة أصفر المنقار في بحيرة مونجور
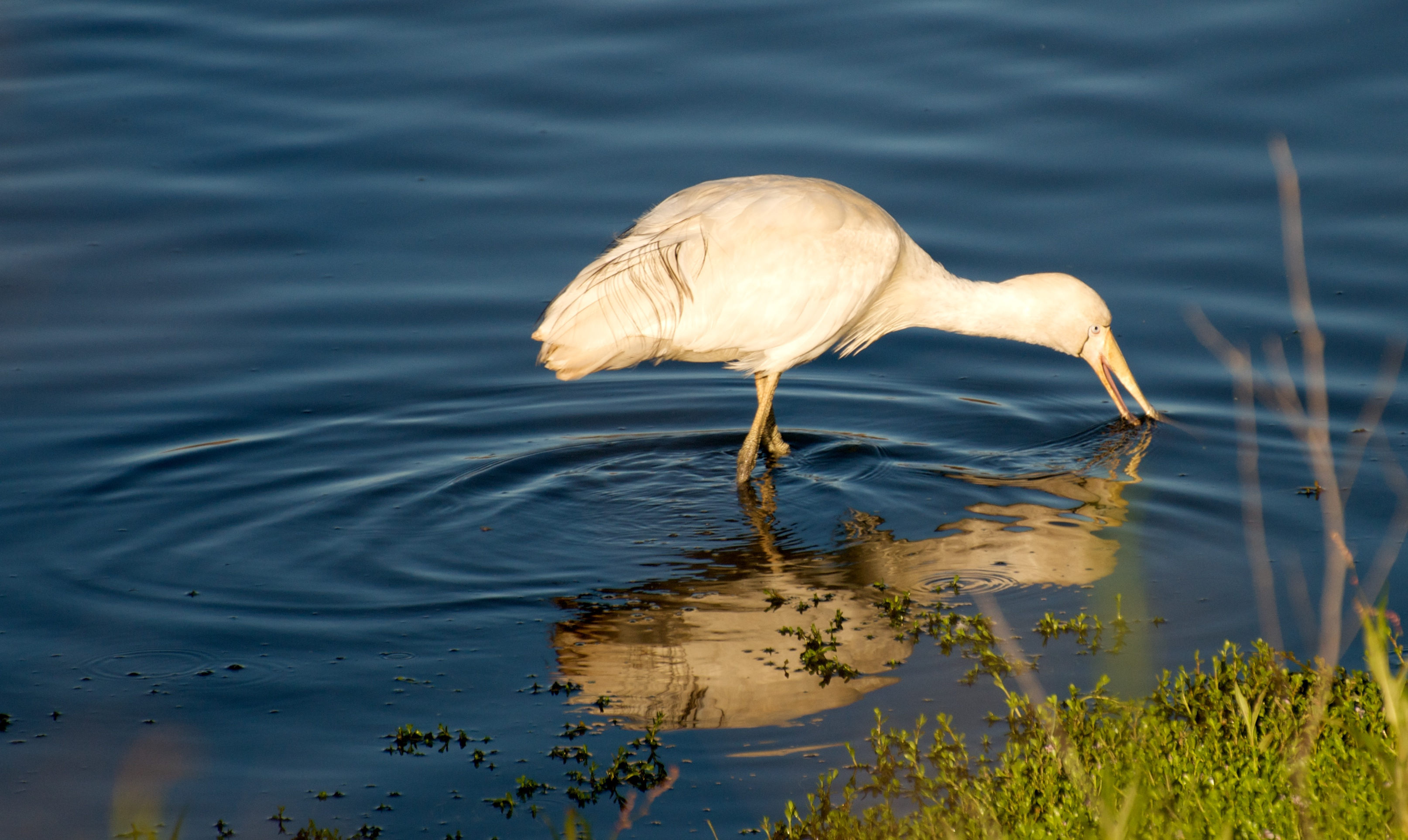
أبو ملعقة يبحث عن الطعام.